# Manoncourt-sur-Seille
Pour les articles homonymes, voir Manoncourt.
Manoncourt-sur-Seille est une ancienne commune française du département de Meurthe-et-Moselle, rattachée à Belleau depuis 1971.

## Toponymie
D'un nom de personne germanique Manno(n) + cortem. L'appellation  sur Seille a été rajoutée dans la première moitié du XIXe siècle.
Anciennes mentions : Manoncourt-en-Saunois (1287), Manoncort (1370), Manoncourt (1793),.

## Histoire
Village de l'ancien duché de Lorraine. Le fief de Manoncourt-sur-Seille relevait du marquisat de Pont-à-Mousson.
Les plus anciens titres où il soit parlé de ce village remontent au XIVe siècle ; il fut engagé en 1366 par Philippins de Chavinot à Simon de Jeandelincourt. De 1366 à 1395, les évêques de Metz en étaient sans doute devenus possesseurs, car à cette dernière époque, Raoul de Coucy l'engagea au duc de Lorraine en nantissement d'une somme qu'il lui devait.
En 1710, le village comptait 33 habitants et dépendait de la prévôté et du bailliage de Nomeny.
La seigneurie de Manoncourt, après avoir appartenu à la famille de Bressey, fut vendue, le 12 septembre 1761, à Philippe Pascal de Marcol, qui en était propriétaire en 1789. L'ancien château, qui existait encore vers la fin du XVIIIe siècle, a été converti en maison de ferme.
Le 10 février 1971, la commune de Manoncourt-sur-Seille a été rattachée à celle de Belleau sous le régime de la fusion simple.

## Démographie
| 1886 | 1896 | 1906 | 1926 | 1936 | 1946 | 1954 | 1962 | 1968 |
| ---- | ---- | ---- | ---- | ---- | ---- | ---- | ---- | ---- |
| 299  | 272  | 247  | 139  | 101  | 74   | 105  | 126  | 87   |

## Lieux et monuments
- Château Colin, datant de la première moitié du XIXe siècle, acquis par l'industriel Émile Colin, il est aménagé en résidence de 1920 à 1924 par Georges Biet, architecte associé à l’École de Nancy. La grande salle (120 m2), d'esprit gothique tardif, dotée d'une cheminée monumentale, ornée de fresques agrestes sur le thème des quatre saisons réalisées par le peintre Louis Guingot en 1924, est classée au titre des monuments historiques depuis 1990[6].
- Église
- Il existe à Brionne, écart de Manoncourt, une petite chapelle très ancienne[4].
- Il y a une fontaine, à l'eau de laquelle on attribuait la vertu de guérir la fièvre, et où l'on allait en pèlerinage le jour de l'Annonciation de Vierge[4].

### Personnalités liées à la commune
- Jean Colson, né le 24 octobre 1734 à Manoncourt-sur-Seille (Meurthe-et-Moselle) et mort en 1801 en Allemagne,  prêtre catholique, député du clergé du bailliage de Sarreguemines aux États généraux de 1789.